# Laleh (альбом)
| Оценки критиков      | Оценки критиков |
| Источник             | Оценка          |
| -------------------- | --------------- |
| Expressen            | [ 1 ]           |
| Helsingborgs Dagblad | [ 2 ]           |
| Svenska Dagbladet    | [ 3 ]           |

Laleh — одноимённый дебютный студийный альбом шведской автора-исполнителя Лале, выпущенный 30 марта 2005 года на лейбле Warner Music Sweden Records. Альбом, который был записан и выпущен самой Лале, в том же 2005 году был выдвинут на премию «Грэмми» в номинации «Альбом года», но уступил поп-певице Робин с её одноимённым альбомом — «Robyn». Пластинка имела успех, заняв 1 место в Swedish Albums Chart и оставалась там в течение 71 недели. Также существуют версии альбома на шведском и персидском языках.

## Синглы
- «Invisible (My Song)» — данная песня была выпущена в качестве дебютного сингла 5 февраля 2005 года[9] и смогла занять 7 место в Swedish Singles Chart[10].
- «Storebror» — данная песня была выпущена в качестве второго сингла 4 мая 2005 года. Синглу не удалось попасть в какие-либо чарты[11].
- «Live Tomorrow[англ.]» — данная песня была выпущена в качестве третьего сингла 31 августа 2005 года[12]. Сингл занял 20 место в Swedish Singles Chart и 11 место в Danish Singles Chart[13].
- «Forgive But Not Forget» — данная песня была выпущена в качестве четвёртого сингла 12 февраля 2006 года[14]. Сингл занял 46 место в Swedish Singles Chart[15].

## Список композиций
Все песни, за исключением отмеченных, написаны Лале.
1. «Invisible (My Song)» — 4:18
2. «Live Tomorrow[англ.]» — 3:37
3. «Forgive But Not Forget» — 3:11
4. «Interlude» — 1:10
5. «Hame Baham» — 3:46
6. «Bostadsansökan» — 3:38 (Housing Application)
7. «Kom Tilda» — 4:09 (Come Tilda)
8. «Storebror» — 4:04 (Big Brother)
9. «Tell Me» — 3:43
10. «Salvation» — 4:11
11. «How Wrong» — 3:39
12. «Han tuggar kex» — 3:35 (He Chews Biscuits)
13. «Der yek gooshe» — 3:24
14. «Hide Away» — 3:53

## Участники записи
| - Магнус Ларссон — бас (трек «Storebror») - Мастеринг: Хенрик Джонсон - Студийный мастеринг: Masters of Audio - Микширование: Хенрик Эденхед - Студийное микширование: Ljudhavet - Фотографии: Нина Расмби, Севин Асланзед |

## Позиции в чартах
| Чарт (2005/2006)     | Позиция |
| -------------------- | ------- |
| Swedish Albums Chart | 1       |